# Polymère à empreinte moléculaire

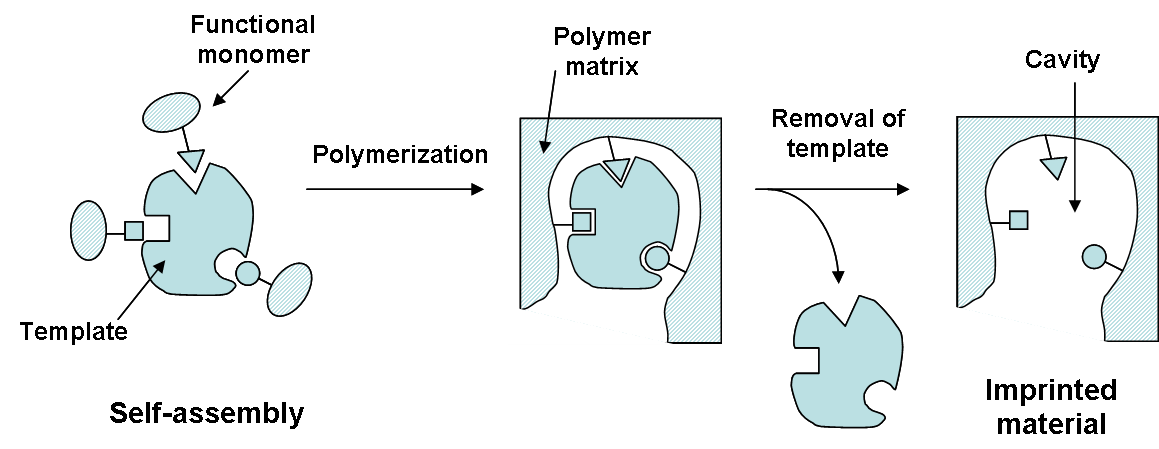
Schéma de polymère à empreinte moléculaire.

Un polymère à empreinte moléculaire (PEM) est un polymère qui se forme en présence d'une substance qui est éliminée plus tard. Il en résulte que dans les espaces complémentaires du polymère restent des résidus ayant une affinité pour la substance considérée. Ces trous peuvent également lier des molécules chimiquement similaires.
La conception de matériel synthétique qui est capable de mimer le procédé de reconnaissance observé dans la nature est devenue un domaine de recherche important, surtout en biochimie. La technique concernant les polymères à empreinte moléculaire (Molecular Imprinted Polymer-MIP) rend de plus en plus possible une telle réalisation, car ils possèdent des habiletés comparables aux systèmes naturels. Les polymères à empreinte moléculaire (PEM) sont capables de séparer autant les molécules biologiques que chimiques. Cette technique met en œuvre des monomères fonctionnalisés réticulables qui sont copolymérisés en présence de l’analyte recherché, ou « molécule empreinte » (ME). En premier lieu, les monomères sont liés à la molécule empreinte grâce à leur fonctionnalité, en formant un complexe. Il s’ensuit une polymérisation des monomères liés à l’analyte. Les groupes fonctionnels sont maintenus en place par la dense structure du polymère formé. Par la suite, la molécule empreinte est enlevée, laissant derrière elle les sites de liaisons et une cavité ayant la forme et la taille de la ME. Ainsi, le polymère est capable de séparer spécifiquement et sélectivement l’analyte en question.

## Description de la technique
Afin de lier la molécule empreinte, trois approches sont actuellement utilisées : l’approche covalente réversible, non-covalente (pont hydrogène, force de van der Waals, force ionique, etc.) et une combinaison des deux.
- La liaison non-covalente a été la première à être développée, car elle est plus flexible au niveau des choix des monomères et des analytes. Dans cette approche, le monomère est mis en excès vis-à-vis de la molécule empreinte, afin de favoriser l’assemblage de ME-monomère. Étant donné que la formation du complexe monomères-analyte est un système à l’équilibre, une quantité en excès de monomères doit être ajoutée, avec un ratio ME:monomère de 1:4[1]. Ce qui peut résulter en une certaine distribution hétérogène des sites fonctionnels. Après polymérisation, la molécule empreinte est facilement enlevée par extraction liquide.
- La liaison covalente réversible nécessite de synthétiser un composé dérivé polymérisable de l’analyte, afin de mouler la matrice polymère autour. Au contraire de l’approche non covalente, les liens matrice-analyte doivent être clivés chimiquement, afin de débarrasser le polymère de la molécule empreinte. Étant donné que le lien covalent réversible est plus stable que le lien non-covalent, la distribution des sites, lors de la polymérisation du PEM, est plus homogène. De plus, cette approche possède un rendement plus élevé au niveau de la quantité d’analyte versus la quantité de cavité formée, lors de la polymérisation.
- Dans le dernier cas, une combinaison des deux premières approches permet d’obtenir leurs avantages. Comme dans les cas où le PEM est polymérisé en utilisant des liens covalents réversibles. Par la suite, le PEM sépare l’analyte contenu dans un échantillon par la formation de lien non-covalent. Cette technique permet de séparer spécifiquement et sélectivement beaucoup d’analytes. Certains sont déjà connus, comme les sucres, les acides aminées, les drogues pharmaceutiques, les stéroïdes, les pesticides, les peptides et nucléotides. Malheureusement, elle est limitée par la taille de l’analyte. Si l’analyte est plus gros qu’un peptide, alors celui-ci aura du mal à être extrait après polymérisation. Le bon ratio entre taille de l’analyte et densité du polymère doit être trouvé, sinon l’analyte restera piégé physiquement à travers la matrice du PEM.

## Description des composants
La création de polymère à empreinte moléculaire emploie une variété de composants, comme les monomères fonctionnalisés, les agents de réticulation et les solvants. Le procédé commence par la dissolution de la molécule empreinte, des monomères, de l’agent de réticulation dans le solvant.
Le choix des monomères est important dans le désir de créer des cavités très spécifiques à l’analyte. Les plus utilisés sont les acides carboxyliques, tels que les acides acryliques, méthacryliques, vinylbenzoïques. Il y a aussi les acides sulfoniques et les bases hétéroaromatiques (pyridine de vinyle et l’imidazole de vinyle).
En ce qui concerne les agents de réticulation, ils sont aussi importants que les monomères. Ils contrôlent la morphologie du polymère matriciel, servent à stabiliser les sites de liaisons et donne la stabilité mécanique au PEM, afin de conserver sa capacité de reconnaissance. Les PEM avec des degrés de réticulation élevés sont généralement utilisés dans le but d’obtenir un matériel poreux avec une stabilité mécanique adéquate. Les agents de réticulation ont plus un impact sur les caractéristiques physiques des PEM, que sur les interactions avec l’analyte. 
Dans le cas des solvants, leur fonction est de rassembler les monomères, la ME, l’agent de réticulation en une seule phase durant la polymérisation et est responsable des pores dans le PEM. Un bon solvant doit pouvoir produire des cavités. Une augmentation du volume de solvant augmente aussi la taille des pores dans le PEM Dans l’approche non-covalente, le solvant joue un rôle important, car il doit promouvoir la formation du complexe monomère-analyte. Les solvants moins polaires aident à faciliter les interactions polaire non-covalente, comme les ponts hydrogène. L’emploi d’un solvant polaire tend à dissocier les interactions non-covalentes monomère-ME, dans la phase de formation du complexe. L’action devient encore plus prononcée si un solvant protique est employé, car il perturbe les liaisons hydrogène. Les solvants les plus utilisés sont le toluène, le chloroforme, le dichlorométhane et l’acétonitrile. Même si les solvants polaires sont contre-indiqués, une autre possibilité d’avoir de fortes interactions entre la ME-monomère peut passer par leur utilisation, avec comme exemple de l’eau. La complexation passe alors par des liaisons de coordination qui sont catalysées par un chélate métallique.

## Forme
Les polymères à empreinte moléculaire peuvent être synthétisés sous différentes formes. Ils peuvent être produits par polymérisation en masse. Pour ensuite être broyé mécaniquement afin d’obtenir la taille voulue. La faiblesse de cette méthode réside dans le broyage du PEM, qui vient détruire certains sites de liaisons. Ils peuvent être formés par précipitation après polymérisation. Durant, la polymérisation, le PEM grossit atteignant une taille qui le rend insoluble. C’est alors que le PEM précipite dans le fond. Cette méthode donne des PEM de plus petite taille et ayant une meilleure distribution au niveau de la taille que par la méthode de polymérisation en masse. Les PEM peuvent être aussi polymérisés en émulsion. La différence majeure est que les sites de liaisons sont en surface du PEM. Contrairement aux deux autres méthodes dont les sites de liaisons sont à l’intérieur du PEM. Lorsque l’émulsion est mise en présence de l’analyte, la séparation se fait alors par floculation. Les PEM sont aussi synthétisés sur des surfaces solides, comme sur une surface de mica. La ME est fixée sur la feuille de mica par adsorption, pour être ensuite recouverte d’un disaccharide. Par-dessus le disaccharide, une couche de fluoropolymère est déposée par électrodéposition. Par la suite, la couche de fuoropolymère est collée sur le verre (ordinairement à l’aide d’époxyde). La feuille de mica est retirée, laissant derrière elle les cavités de la forme partielle de la molécule empreinte ainsi que les sites de liaisons.

## Applications
Les polymères à empreinte moléculaire ont beaucoup d’utilités. Le sorbant dans certaines techniques d’extraction peut être remplacé par un PEM, permettant de nettoyer ou pré-concentrer l’échantillon. Il peut également servir à isoler l’analyte d’une matrice très complexe. Les PEM peuvent servir à séparer des énantiomères en ayant une plus grande affinité pour l’un des énantiomères. Cette méthode pourrait s’avérer très utile pour la séparation de produits pharmaceutiques. Les PEM ont une grande utilité en chromatographie, cependant, il y a d’autres utilités dans d’autres domaines. Il a été observé que les PEM peuvent également copier l’action des anticorps, détectant la présence d’éléments immunologiques. Il a été observé que certains polymères peuvent copier certaines enzymes, pouvant donc catalyser certaines réactions sans avoir à utiliser les enzymes que l’on utiliserait normalement. Les PEM pourraient également servir à administrer des médicaments dans le corps. La molécule bioactive serait à l’intérieur du polymère, et lors du contact avec une molécule spécifique dans la partie du corps où l’on veut injecter le médicament, le polymère pourrait se dégrader et donc relâcher la molécule bioactive. Il y aurait également possibilité que les PEM servent à filtrer certaines substances toxiques ou non-désirables du système gastro-intestinal, tel du glucose en excès, du cholestérol, et autres. Le problème avec les PEM et l’utilisation dans le corps humain est qu’ils sont d’habitude conçus à l’aide de solvants organiques, solvants qui sont habituellement toxiques pour les cellules du corps humain.

## Avantages/inconvénients
Les polymères à empreinte moléculaire comportent certains avantages face aux composés naturels. Les PEM peuvent résister à de fortes températures et pressions, ont une résistance mécanique plus élevée, sont inertes face aux acides et aux bases et sont peu couteux. Ils peuvent également être conservés très longtemps avant de se dégrader. Par contre, les composés naturels ont une meilleure efficacité que les PEM Cependant, les PEM ont beaucoup plus de potentiel, car c’est une nouvelle technologie, et éventuellement, leur efficacité va surement surpasser celle des bio-récepteurs.[évasif]